# أنخيل سانابريا
أنخيل سانابريا (بالإسبانية: Ángel Sanabria)‏ (26 يوليو 1984 في غواتيمالا - ) هو لاعب كرة قدم غواتيمالي في مركز الدفاع. شارك مع منتخب غواتيمالا لكرة القدم. أما مع النوادي، فقد لعب مع نادي كوميونيكيشنس ونادي جالابا ‏ وHeredia Jaguares de Peten ‏ وDeportivo Zacapa ‏ وديبورتيفو بيتابا وكوبان إمبيريال.

## وصلات خارجية
- أنخيل سانابريا على موقع الاتحاد الدولي (مؤرشف)  (الإنجليزية)
- أنخيل سانابريا على موقع قاعدة بيانات كرة القدم.إي يو (الإنجليزية)
- أنخيل سانابريا على موقع ناشيونال فوتبول تيمز (الإنجليزية)